# Верхняя Тура
Ве́рхняя Тура́ — город (с 1941 года) в Свердловской области России. Один из самых маленьких городов области.

## География

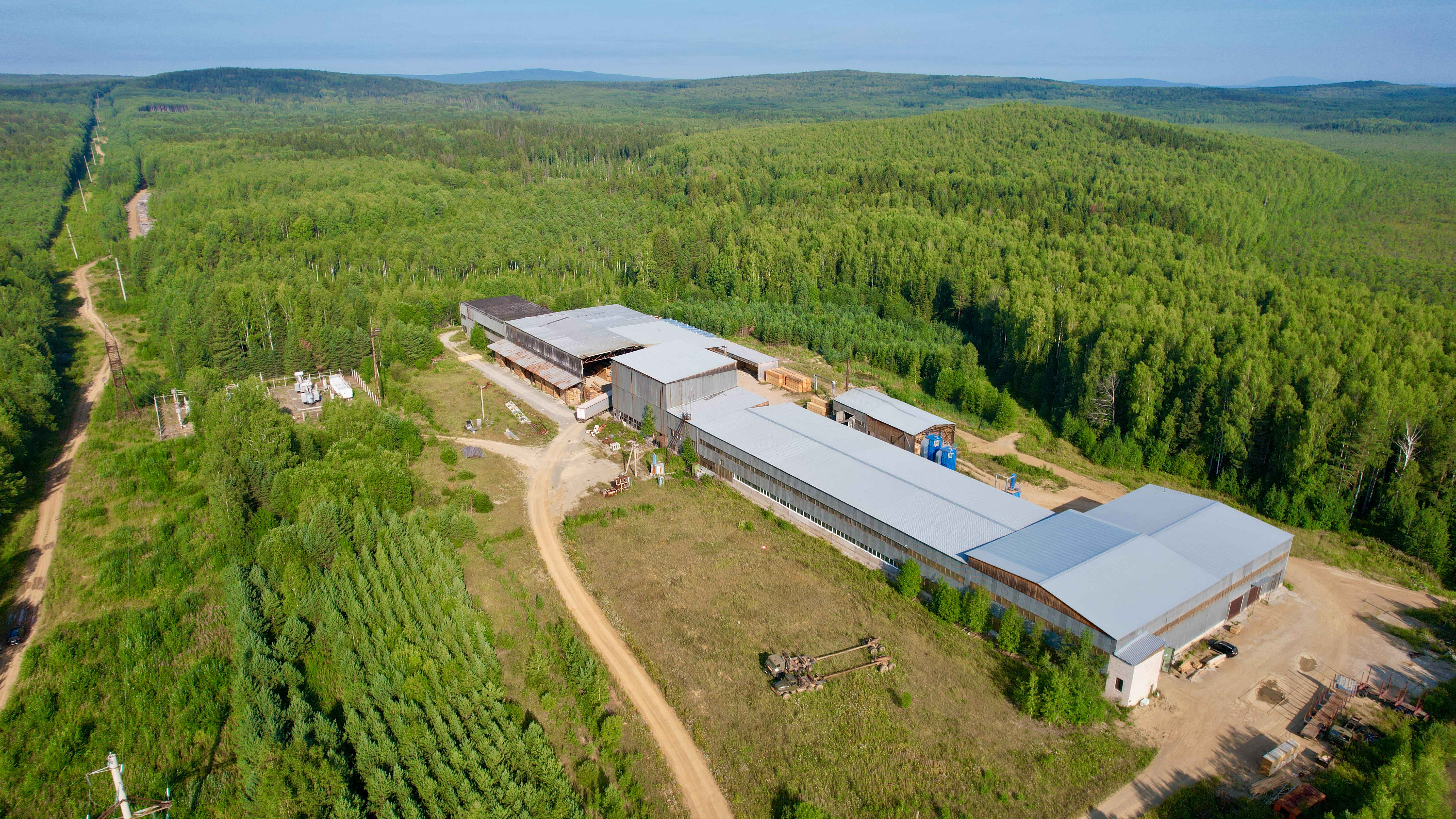
Корпуса бывшего комплекса Уральской сверхглубокой скважины в 2022 году

Верхняя Тура находится на восточном склоне Среднего Урала, в верховьях реки Туры (бассейн Иртыша), в 175 километрах к северу от Екатеринбурга (в 203 километрах по автодорогам), в 50 километрах к северу от Нижнего Тагила и в 10 километрах от Ку́швы. Город расположен на относительно открытой местности, к востоку от цепи Уральских гор. Река Тура в центре города перекрыта плотиной, к югу от которой в черте города образовано Верхне-Туринское водохранилище. Близ города находится одна из самых глубоких в Евразии Уральская сверхглубокая скважина.
Город Верхняя Тура образует одноимённый городской округ и занимает его юго-восточную часть. Городской округ Верхняя Тура граничит на севере, западе и юге с Кушвинским городским округом, на востоке — с городским округом Красноуральск.

## Статус и местное самоуправление
С точки зрения административно-территориального устройства области, город Верхняя Тура находится в границах административно-территориальной единицы город Кушва. С точки зрения муниципального устройства, Верхняя Тура с 2004 года образует отдельное муниципальное образование городской округ Верхняя Тура как единственный населённый пункт в его составе (с 1 января 2006 года утверждено наименование Городской округ Верхняя Тура). Относится к Горнозаводскому управленческому округу.
В ноябре 2020 года Правительство РФ присвоило городу статус территории опережающего социально-экономического развития «Верхняя Тура».

### Местное самоуправление

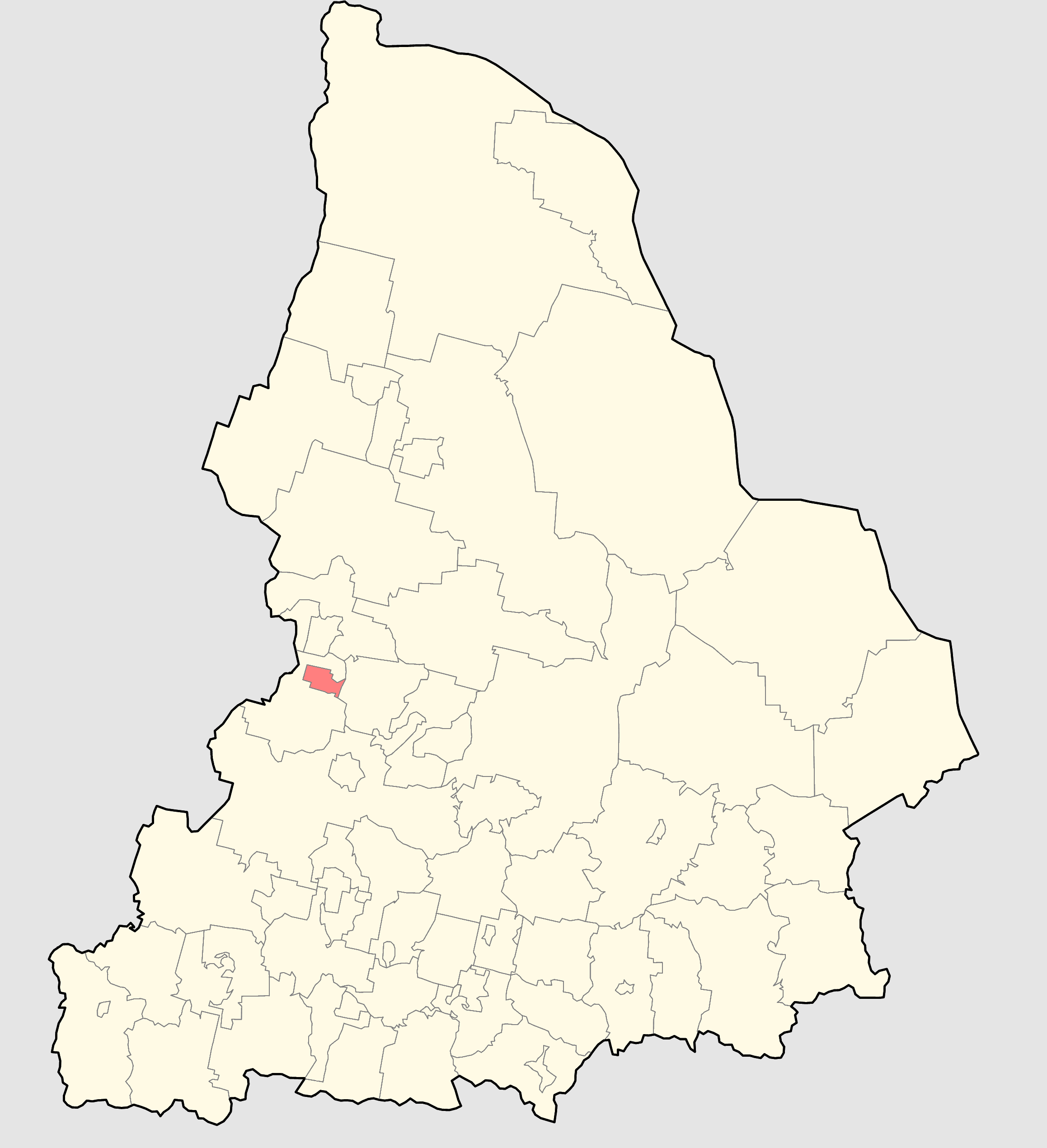
Верхняя Тура как городской округ на муниципальной карте области

Структуру органов местного самоуправления города в статусе городского округа составляют:
- Дума городского округа и города Верхней Туры;
- Глава городского округа (мэр города);
- Администрация (исполнительно-распорядительный орган местного самоуправления) городского округа;
- Отдел управления образованием городской администрации;
- Комитет по делам культуры и спорта при администрации;
- Комитет по управлению городским и жилищно-коммунальным хозяйством;
- Контрольный орган городского округа.

### Городской округ Верхняя Тура
Муниципальное образование город Верхняя Тура образовано (выделено из подчинения администрации города Кушва) по результатам районного референдума от 17 декабря 1995 года и включено в областной реестр муниципальных образований 10 ноября 1996 года. К нему был также отнесён посёлок Каменка-Геолог, позже упразднённый. В рамках муниципальной реформы муниципальное образование получило с 31 декабря 2004 года статус городского округа, с 1 января 2006 года было утверждено наименование Городской округ Верхняя Тура.

## История

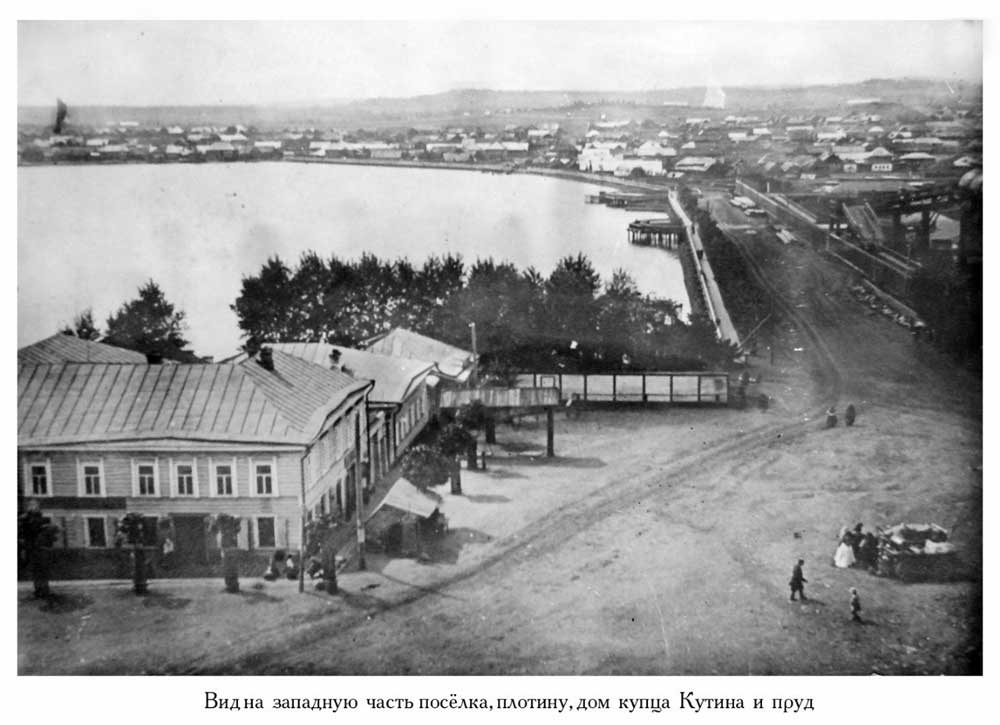
Вид на Верхнетуринский завод, пруд и плотину (1910)

Возник как посёлок при чугунолитейном заводе, основанном 18 августа 1737 года на берегу реки Туры. После основания в 1766 году Нижнетуринского завода стал называться Верхнетуринским.
27 августа 1928 года населённый пункт получил статус рабочего посёлка (посёлка городского типа). С 1941 года — город.
17 декабря 1995 года по результатам районного референдума Верхняя Тура вышла из подчинения администрации города Кушвы в рамках местного самоуправления и образовала муниципальное образование город Верхняя Тура. 10 ноября 1996 года муниципальное образование было включено в областной реестр.
С 31 декабря 2004 года муниципальное образование город Верхняя Тура было наделено статусом городского округа.
С 1 января 2006 года было утверждено наименование городской округ Верхняя Тура (без обозначения город).

## Экономика
Градообразующим предприятием является Верхнетуринский машиностроительный завод, входящий в государственную корпорацию «Ростехнологии».

## Инфраструктура

### Религия
- Православный храм во имя Александра Невского[12];
- Православная часовня во имя Георгия Победоносца[13];
- Молельное помещение Пресвятой Богородицы[14].

### Культура
- Мемориальный комплекс жертв Второй Мировой войны
- Городской парк культуры и сквер у машиностроительного завода
- Городской парк Молодожёнов[15]
- Набережная Верхнетурьинского пруда с большой лодочной станцией
- Городской центр культуры и досуга[16]
- Заводской историко-краеведческий музей на территории завода[17]
- Историко-этнографический межшкольный интерьерный музей «Изба-избушка»[18]
- Музей под открытым небом заводской продукции на набережной[19]
- Публичный библиотечный центр
- Парк Здоровья

### Медицина
- Городская больница со станцией скорой помощи
- Взрослая и детская поликлиники

### Спорт
- Стадион (футбольное поле с трибунами) в парке Здоровья (спорткомплекс под открытым небом)[20]
- Водный стадион (дореволюционное здание)

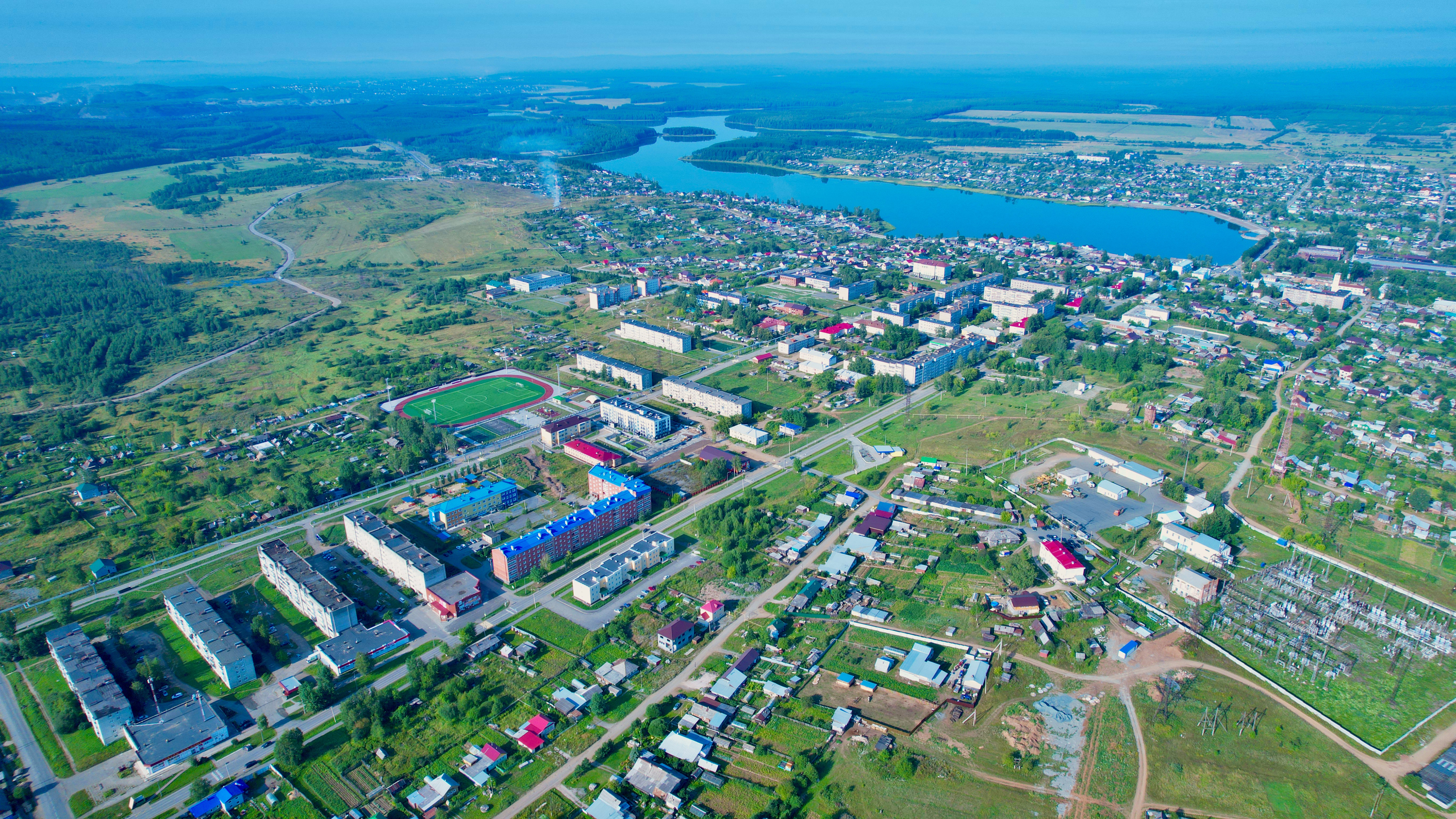
Вид с высоты
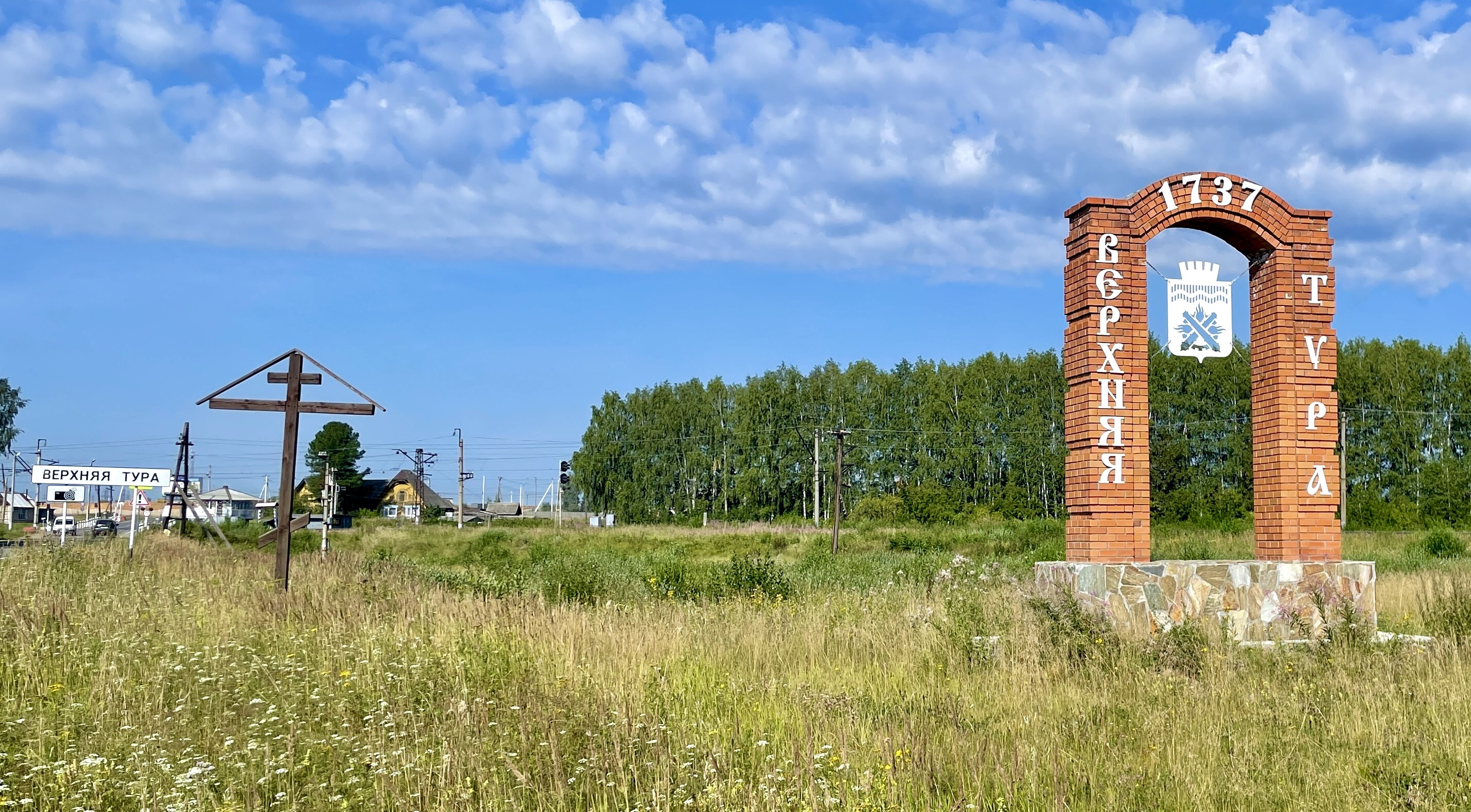
Стела на въезде в город
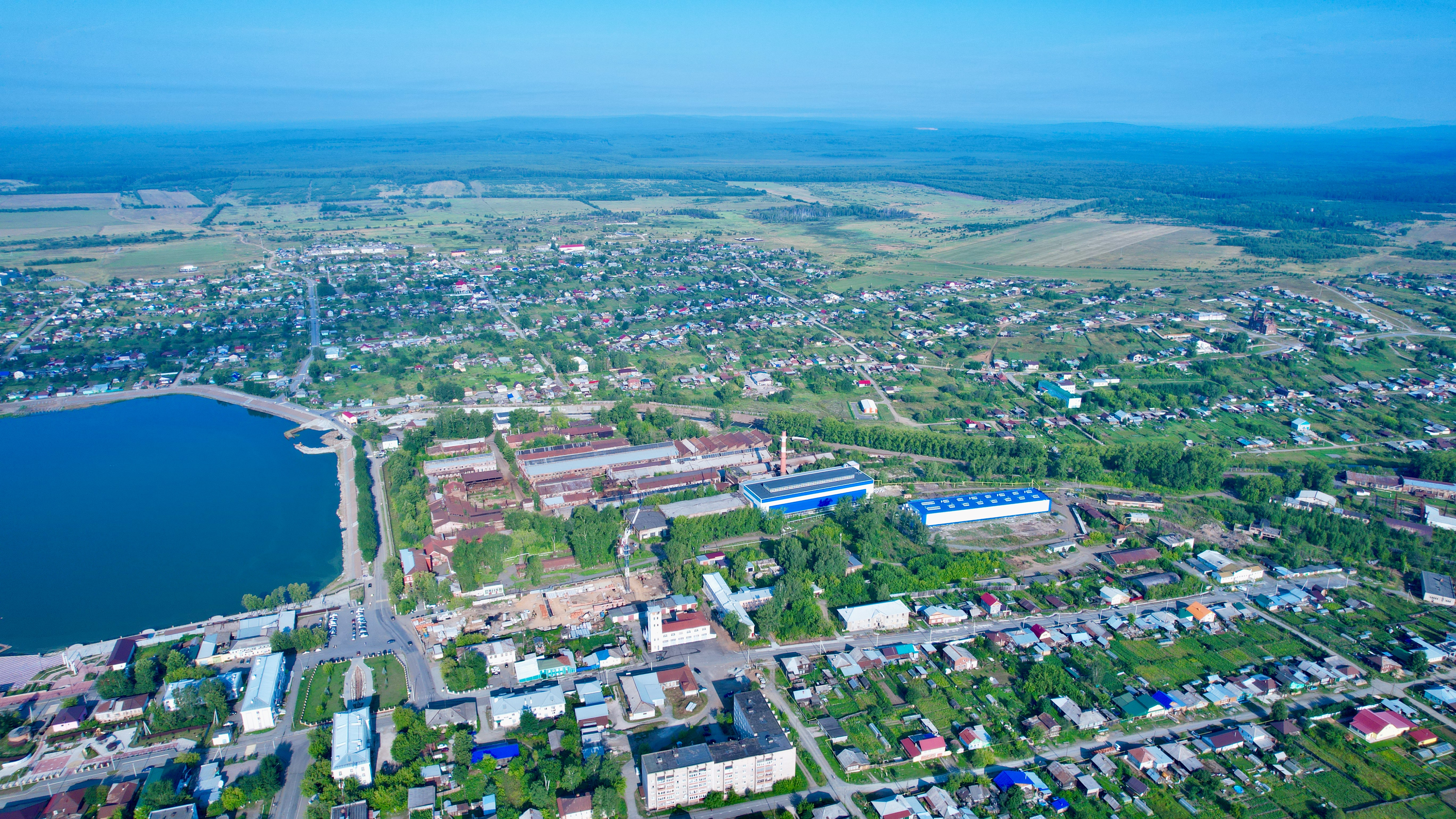
Вид на корпуса Машиностроительного завода
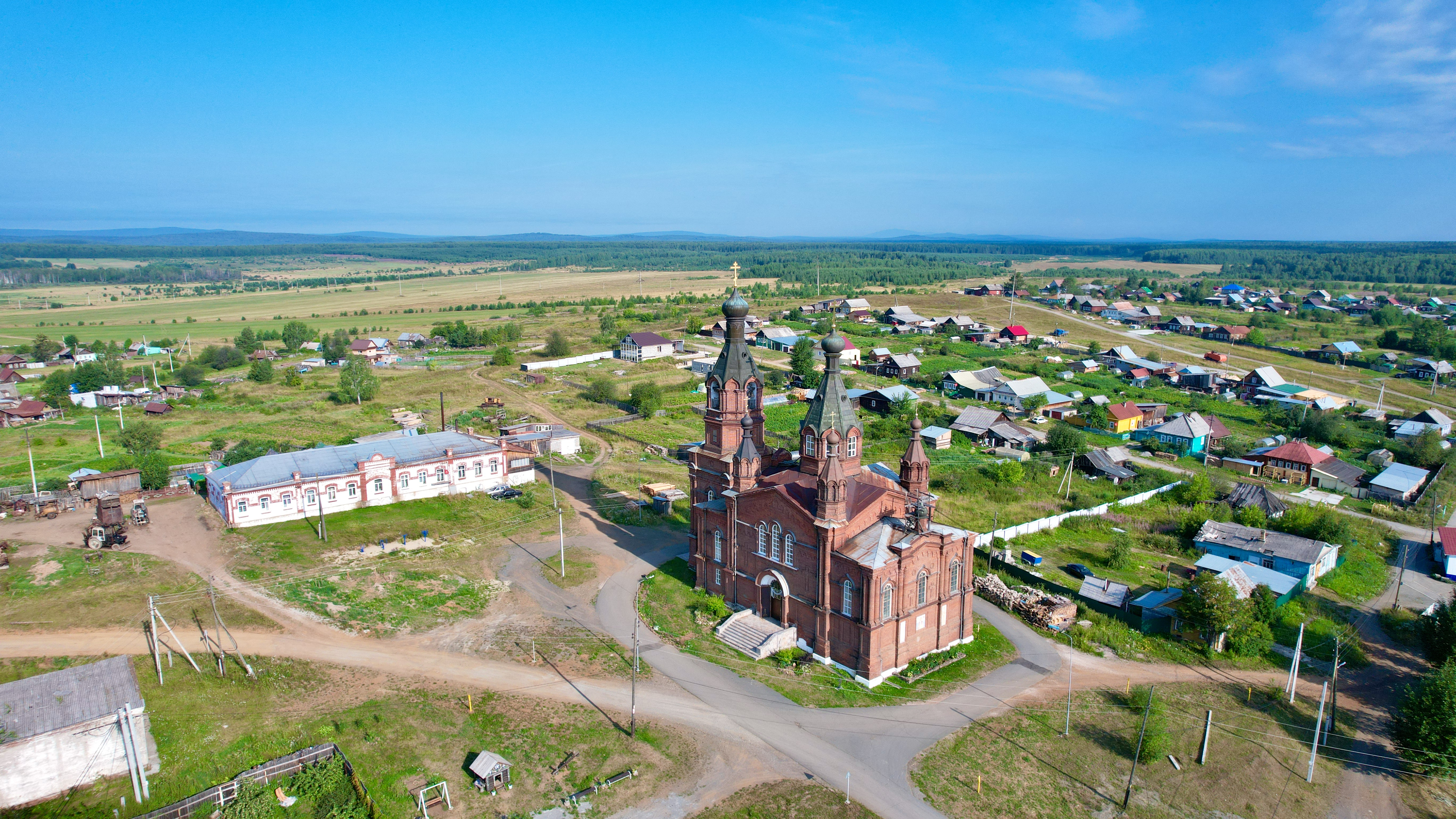
Церковь Александра Невского
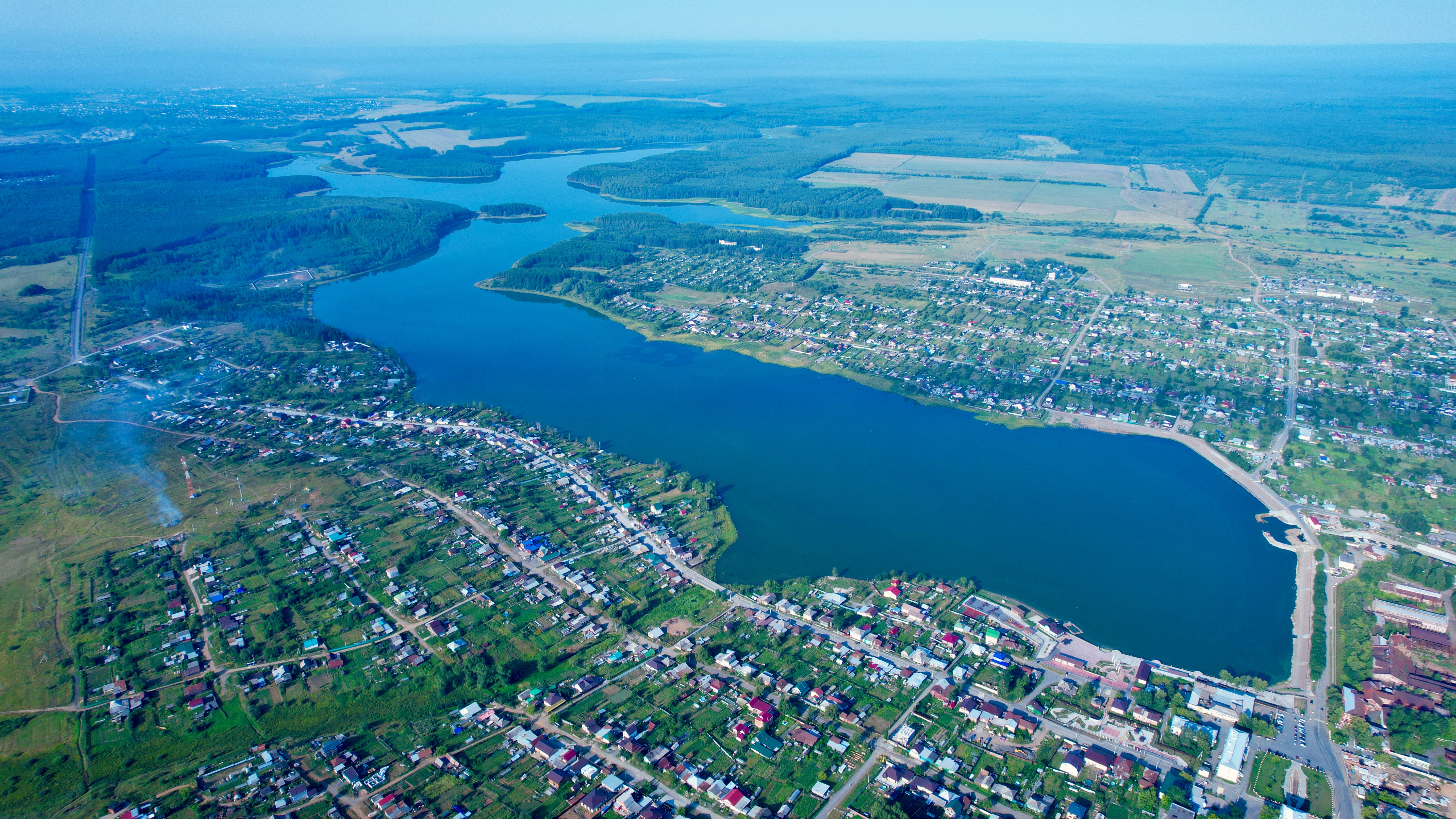
Верхнетуринский пруд

## Транспорт

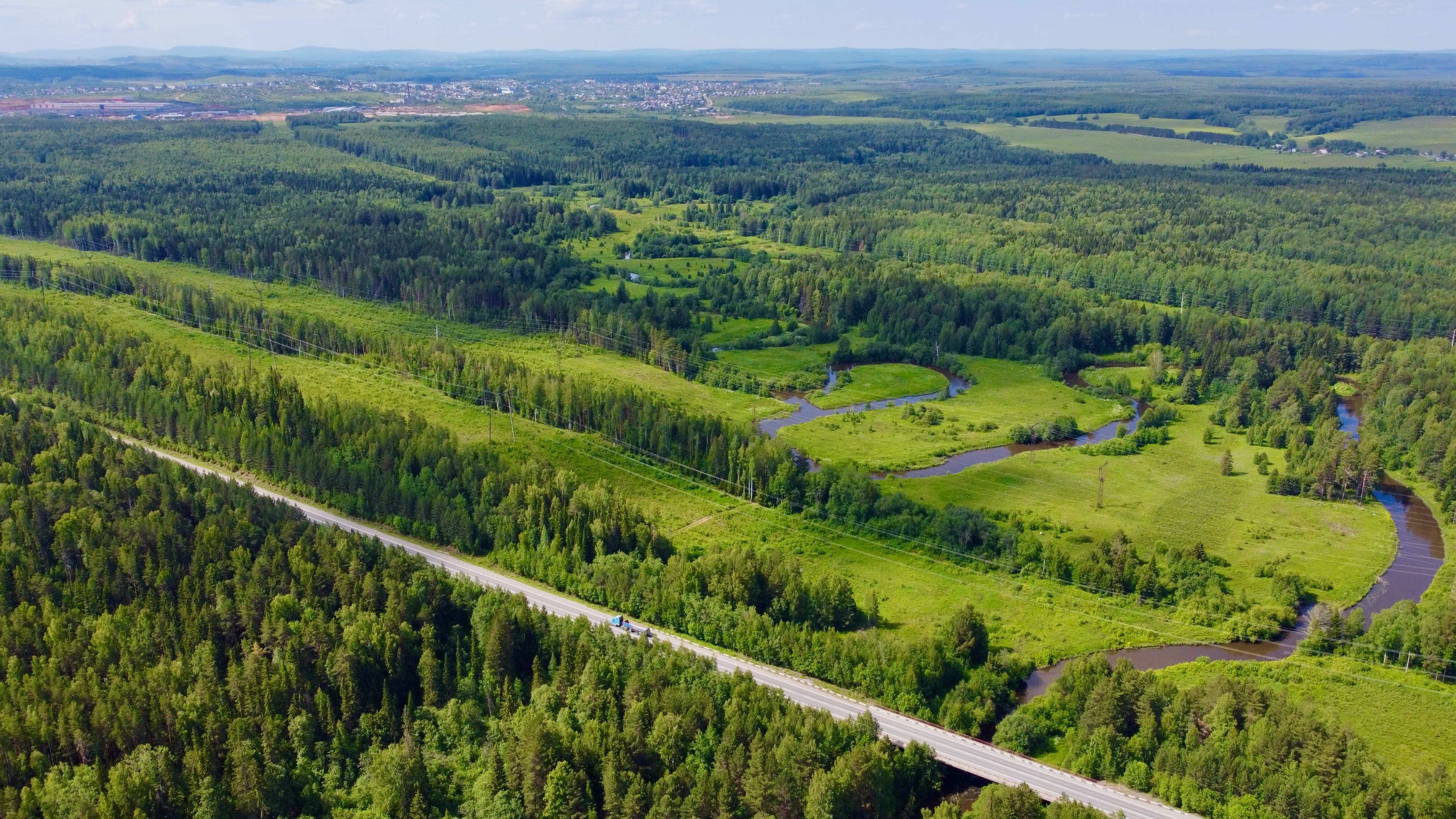
Автодорога Р352 пересекает Туру к северу от города

На восточной окраине Верхней Туры расположена железнодорожная станция Верхняя направления Екатеринбург — Приобье. На станции есть небольшой одноэтажный ЖД вокзал с билетными кассами и залом ожидания. Восточнее станции Верхней проходит автодорога Екатеринбург — Серов. Город соединён с соседними городами и посёлками междугородними и пригородными автобусными маршрутами. В центральной части города есть автостанция с автовокзалом.
Внутригородские перевозки по единственному городскому маршруту осуществляются маршрутными такси, в основном модели «ГАЗель». Помимо рейсовых городских маршруток действует также местная служба такси.

## СМИ
- Газета «Голос Верхней Туры»
- ГИП «Мой город Кушва, Верхняя Тура, Красноуральск»

## Население
| 1931    | 1959    | 1967    | 1970    | 1979    | 1989    | 1992    | 1996    |
| ------- | ------- | ------- | ------- | ------- | ------- | ------- | ------- |
| 9600    | ↗17 509 | ↘17 000 | ↘16 318 | ↘14 591 | ↘13 573 | ↘13 300 | ↘12 500 |
| 1998    | 2000    | 2001    | 2002    | 2003    | 2005    | 2006    | 2007    |
| ↘12 100 | ↘11 800 | ↘11 600 | ↘11 097 | ↗11 100 | ↘10 800 | ↘10 700 | →10 700 |
| 2008    | 2009    | 2010    | 2011    | 2012    | 2013    | 2014    | 2015    |
| ↘10 600 | ↘10 568 | ↘9461   | ↗9500   | ↘9377   | ↘9235   | ↘9166   | ↗9214   |
| 2016    | 2017    | 2018    | 2019    | 2020    | 2021    | 2023    |         |
| ↘9166   | ↘9128   | ↘9039   | ↘8987   | ↘8979   | ↘8554   | ↘8465   |         |

Население — 8465 чел. (2023).
На 1 января 2025 года по численности населения город находился на 968-м месте из 1124 городов Российской Федерации.